# پلی‌بنزوکسازین
پُلی‌بنزوکسازین‌ها (انگلیسی: Polybenzoxazine) که با نام رزین‌های بنزوکسازین نیز شناخته می‌شوند، محصولات پلیمریزاسیون پخت شده‌ای هستند که از مونومرهای بنزوکسازین مشتق می‌شوند.

## مونومرها
بنزوکسازین‌ها ترکیبات هتروسیکلی دوحلقه‌ای حاوی یک اتم اکسیژن و یک اتم نیتروژن در یک حلقه شش عضوی غیراشباع مضاعف، به ویژه یک حلقه ۱و۳-اکسازین، هستند که به یک حلقه بنزن متصل شده‌است. نام سیستماتیک آیوپاک برای مونومر جایگزین‌نشدهٔ اولیه، ۳و۴-دی هیدرو-۳-فنیل-۲ اچ-۱و۳-بنزوکسازین است. بنزوکسازین‌ها محصولاتی از اتصال بین یک آمین، یک فنول و فرمالدئید هستند که برای تولید رزین‌های گرماسخت یا پلیمرهای گرماسخت استفاده می‌شوند. به‌دلیل در دسترس بودن و ارزان بودن مواد اولیه (آمین‌ها، فنل‌ها و فرمالدئید) و همچنین سهولت تهیه (واکنش تک‌ظرفی)، بنزوکسازین‌های متنوعی در دسترس هستند. پژوهش‌های بسیاری وجود دارند که بر روی دماهای مختلف پخت، و خواص پلیمر، مانند اتصال عرضی، از بنزوکسازین‌های مشتق شده از فنل‌های جایگزین تمرکز می‌کنند.
بنزوکسازین‌های تجاری توسط هانتسمن بر پایه بیسفنول‌ها هستند: بیسفنول ای، بیسفنول-اف، تیودیفنل یا دی سیکلوپنتادین دی فنل.

### سنتز
بنزوکسازین‌ها را می‌توان با فرایند تک‌ظرفی با حرارت دادن یک آمین آروماتیک، یک فنل و فرمالدئید تهیه کرد. از طرف دیگر، می‌توان آن‌ها را به‌صورت متوالی نیز تهیه کرد.

### پخت
پخت بنزوکسازین‌ها با پلیمریزاسیون حرارتی حلقه‌گشا یا بدون کاتالیزور انجام می‌شود (کاتالیزورها دمای پخت را کاهش می‌دهند). بنزوکسازین‌ها را می‌توان برای تولید مواد سفت و سخت هموپلیمریزه کرد، یا می‌توان آن‌ها را با مونومرهای دیگر کوپلیمر کرد تا خواص را تنظیم کند.

## پلیمرها
نتیجهٔ گرم کردن مونومرهای بنزوکسازین، یک ماتریس پلیمری گرماسخت با وزن مولکولی بالا است. از کامپوزیت‌های آن در مواردی استفاده می‌شود که عملکرد مکانیکی افزایش‌یافته، مقاومت در برابر شعله و آتش در مقایسه با رزین‌های اپوکسی و فنلی مورد نیاز باشد. پلی بنزوکسازین‌ها دسته‌ای از پلیمرهای بدون هالوژن با کارایی بالا هستند.
کاربردهای اصلی رزین‌های پلی بنزوکسازین در پلاستیک تقویت‌شده با الیاف و به عنوان چسب می‌باشد. آنها جایگزین رزین‌های اپوکسی، فنلی و بیسمالیمیدی هستند. به‌دلیل مقاومت برتر در برابر مواد شیمیایی، اشتعال‌پذیری کم و پایداری حرارتی عالی، برای قطعاتی که در معرض دماهای بالا و محیط‌های خورنده قرار دارند، استفاده می‌شود. نمونه‌ها شامل پوشش‌های مقاوم در برابر مواد شیمیایی و حرارتی، چسب‌ها، پیش‌آغشته‌ها و کپسول‌کننده‌ها و همچنین ورقه‌های بدون هالوژن برای بردهای مدار چاپی است. پلی بنزوکسازین‌ها همچنین در صنایع خودروسازی و هوافضا برای کاربردهایی که خواص حرارتی و مکانیکی برتر نسبت به رزین‌های معمولی مورد نیاز است، استفاده می‌شوند.

## کوپلیمرها
گزارش شده‌است که امکان کوپلیمریزاسیون بنزوکسازین‌ها با مونومرهای دیگر مانند اپوکسی و یورتان وجود دارد. این کوپلیمریزاسیون می‌تواند منجر به افزایش چگالی شبکه اتصالات عرضی و در نتیجه بهبود خواص شود. در حقیقت، داده‌های تجربی بهبود خواص حرارتی را نشان می‌دهند. دمای انتقال شیشه‌ای و تخریب به‌واسطهٔ کوپلیمریزاسیون نیز نشان‌دهندهٔ بهبودهایی بوده‌اند.

### مزایا
- عدم انتشار فرار در مدت زمان پخت
- ویسکوزیته کمتر از ۱۰۰۰ سانتی پواز در دمای فرایند
- جمع‌شدگی یا انقباض نزدیک به صفر
- پایداری ذخیره‌سازی در دمای اتاق
- زمان ژل به کوتاهی ۱۷ دقیقه در ۱۵۵ درجه سانتی‌گراد
- آبگریزی خوب
- دمای ژل {\displaystyle T_{g}} در ۱۴۰–۲۵۰ درجه سانتی‌گراد یا بالاتر[۲]
- خواص الکتریکی عالی (ثابت دی‌الکتریک و عوامل اتلاف پایین)
- مقاومت شیمیایی خوب